# Laud Humphreys
Laud Humphreys (1930-1988) – amerykański socjolog, duchowny protestancki, badacz zachowań homoseksualnych.
Znany z kontrowersji wywołanych swoją rozprawą doktorską i książką Tearoom Trade. Opisywał w nich badania opierające się na obserwacji homoseksualistów spotykających w celach seksualnych w publicznych toaletach. Następnie Humphreys (dzięki zebranym numerom rejestracyjnym samochodów) odnajdywał miejsca zamieszkania obserwowanych homoseksualistów i przeprowadzał z nimi wywiady pod ukrytą tożsamością.
Publikacje Humphreysa wywołały gorącą dyskusję na temat etyki pracy socjologa, oraz dopuszczalności stosowania obserwacji ukrytej.